# Fred Lawrence
Fred Lawrence (* 18. Juni 1887 in Birmingham; † nach 1946) war ein englischer English-Billiards- und Snookerspieler, der im Rahmen der Snookerweltmeisterschaft 1928 Vize-Weltmeister wurde.

## Karriere
Geboren 1887 in Birmingham, hatte Lawrence einen älteren Bruder, der sich sehr für das English Billiards interessierte. Durch ihn kam Lawrence im Alter von 13 Jahren auch selbst zum English Billiards, das er danach intensiv trainierte. Dadurch konnte er binnen weniger Jahre hohe Breaks erzielen. Nachdem er 1911 erstmals in einer Aufnahme über 400 Punkte erzielt hatte, erkrankte Lawrence schwer und musste deshalb seinen Lieblingssport temporär aufgeben. Erst sieben Jahre später begann er wieder aktiv zu spielen. Recht schnell verbesserte sich seine Form deutlich, sodass er nur wenige Monate später mit dem Second-Class Professional Tournament ein professionelles Turnier gewinnen konnte, wohlgemerkt ohne eine einzige Niederlage in dem als Gruppenturnier ausgetragenen Event. Hatte er im Rahmen dieses Turnier bereits mit 422 Punkten eine neue persönliche Bestleistung erzielt, so erhöhte er seinen persönlichen Rekord nur wenig später auf 467 Punkte. Trotzdem schaffte Lawrence nie den Aufstieg in die First Class der Profispieler.
Mitte der 1920er-Jahre hatte er erneut mit mehreren Krankheiten zu kämpfen, namentlich mit einer Pleuritis und einer doppelseitigen Lungenentzündung. Riso Levi spekulierte später, dass dieser erneuten Erkrankungen vermutlich verhinderten, dass Lawrence den Aufstieg in die Weltspitze schaffte. Danach trat Lawrence deutlich seltener als Profispieler in Erscheinung, konnte aber mit einem neuen Rekordbreak von 662 Punkten gegen  Joe Davis eine neue persönliche Bestmarke setzen. Zudem begann er sich fürs Snooker zu interessieren. So nahm er mit der Snookerweltmeisterschaft 1927 an der ersten Snookerweltmeisterschaft überhaupt teil und verlor im Viertelfinale sein Auftaktspiel gegen Tom Dennis. Bei der WM 1928 erreichte er das WM-Endspiel, verlor allerdings gegen den dominierenden Spieler jener Zeit, Joe Davis. Bei den Weltmeisterschaften 1929 und 1930 unterlag er jeweils im Halbfinale ebenjenem Joe Davis. Danach pausierte er zunächst, meldete sich aber nach dem Zweiten Weltkrieg zurück. Bei der Snookerweltmeisterschaft 1946 verlor er allerdings gegen Kingsley Kennerley sein Auftaktspiel; ein Jahr später musste er sich in der zweiten Runde John Barrie geschlagen geben. Sein Todestag ist unbekannt.

## Erfolge
| Ausgang       | Jahr | Turnier                  | Finalgegner | Ergebnis |
| ------------- | ---- | ------------------------ | ----------- | -------- |
| Profiturniere |      |                          |             |          |
| Zweiter       | 1928 | Snookerweltmeisterschaft | Joe Davis   | 13:16    |